# Ludwig Nohl
Œuvres principales
- Beethoven's Life (1867)

Ludwig Nohl, né à Iserlohn le 5 décembre 1831 et mort à Heidelberg le 15 décembre 1885, est un écrivain et musicologue allemand, principalement connu pour avoir publié La Lettre à Élise de Ludwig van Beethoven en 1865.

## Biographie
Après le lycée de Duisbourg, Nohl étudie d'abord étudié le droit dans les universités de Bonn, Heidelberg et Berlin, où il suit en parallèle des cours de musique avec Siegfried Dehn et Friedrich Kiel. Pendant ses études, il devient membre de la Burschenschaft Alemannia Bonn en 1851.